# Церква Івана Богослова (Зозів)
Це́рква Іва́на Богосло́ва — православний храм, розташований у селі Зозів Липовецького району Вінницької області.

## Історія
У 1745 році у поселенні над Собом заложили новий храм. У XVIII сторіччі Зозівська церква «Втілення Ісуса Христа» (так її іменує перша згадка за 1757 рік) була шанована на всю Брацлавщину.
Настоятелем зозівської церкви Преображення Господнього був Андрей Григорович. В ті часи Брацлавська єпархія ділилась на 22 деканати, і Зозівська церква належала до одного з них — Кальницького. Але навіть не будучи центром деканату, вона займала особливе місце. Таке становище Зозівської церкви сучасники пояснювали наявністю «чудотворної ікони Діви Марії» (як вона названа у XVIII столітті). 30 березня 1780 року на суді у Вінниці інстигатор (тобто прокурор) латинської Брацлавської консисторії затвердив суддею-комісаром пароха Зозівської Свято-Спаської церкви Іоанна Дятоловича на розгляд міжконфесійного конфлікту в сусідній Зозівці. Так зростав вплив Зозівської святині.
Церква була діючою до початку Другої світової війни. В липні 1941 року, коли до Зозова наближались фашистські загарбники, її дзвіницю радянські війська використовували як спостережний пункт. Під час тимчасової окупації почали викрадати ікони та інше храмове майно. Зняли двері, зірвали підлогу, повитягали вікна. А церковні обряди, панахиди відправлялись священиком на квартирі Феодосія Григоровича Шайдаюка. В 1986 році районне начальство вирішило «знести з лиця землі» зруйновану церкву. Пригнали кілька стінобитних машин, щоб розвалити стіни. Та не знайшлося в Зозові охочих трактористів, щоб вчинити таке варварство. Усі відмовлялися, кажучи: «Я її не будував і валити не буду». Тоді направили механізаторів з Липівця. Почали розбивати півтораметрової товщини кам'яні стіни залізною болванкою, але вони були такі міцні, що не піддавалися ніяким ударам, не валились. Тоді один чоловік подзвонив у Вінницю. Запитав, чи є таке право руйнувати церкву і хто це право дав? Відповіли, щоб негайно припинили вандалізм і забрали машини із Зозова, що й було зроблено. Половина церкви уціліла ніби знали, що часи зміняться і знайдеться новий будівельник. Одного разу приїхав у село свого дитинства відомий український бізнесмен, президент концерну «СІМЕКС» Володимир Іванович Марківський. Зайшов у церкву і на її руїнах дав клятву відновити символ села, чий дзвін присутній на гербі Зозова. 19 жовтня 1997 року Святійший Патріарх і земляк-меценат урочисто відкрили відроджений храм Святого Івана Богослова.

## Галерея

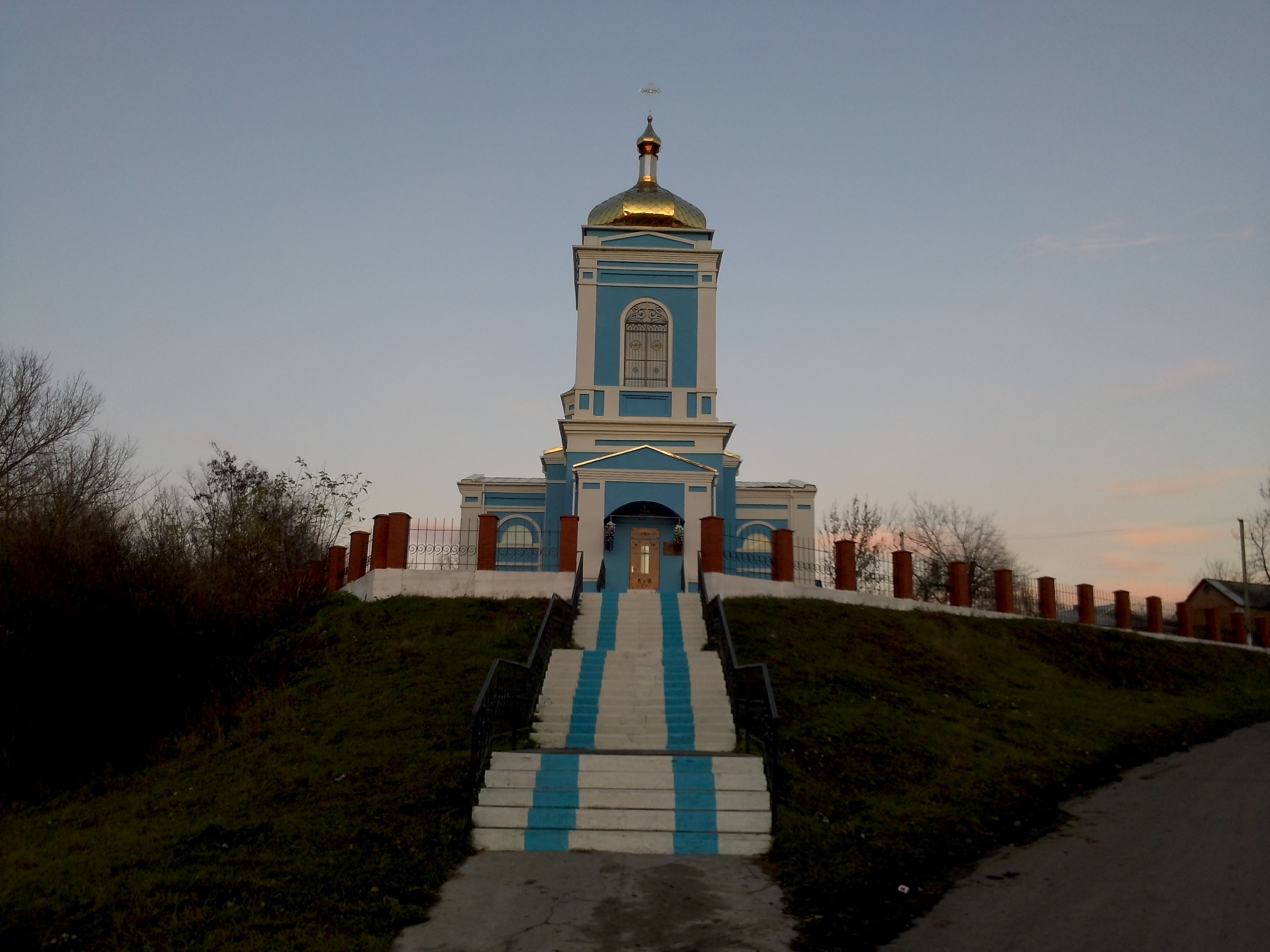
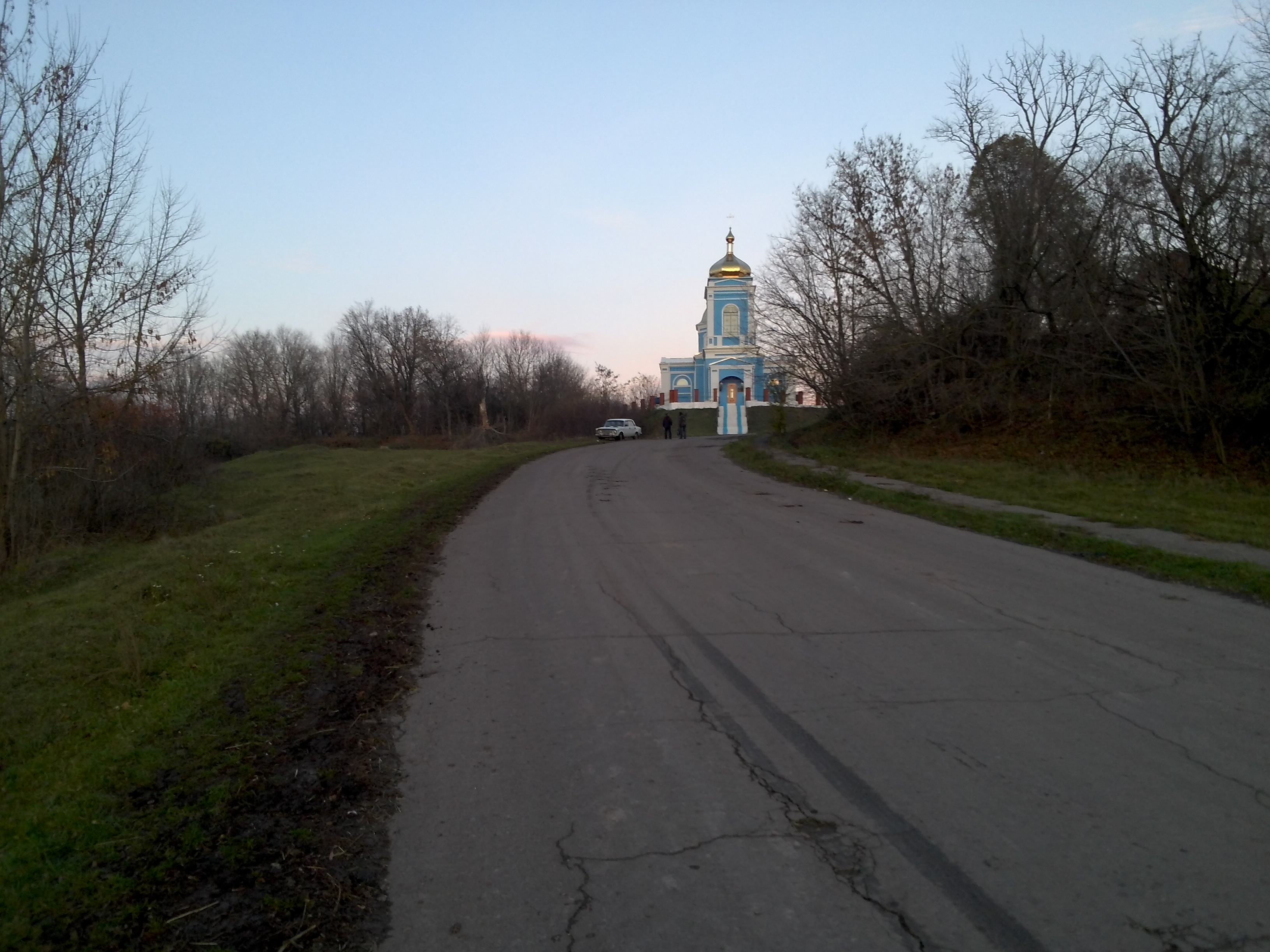
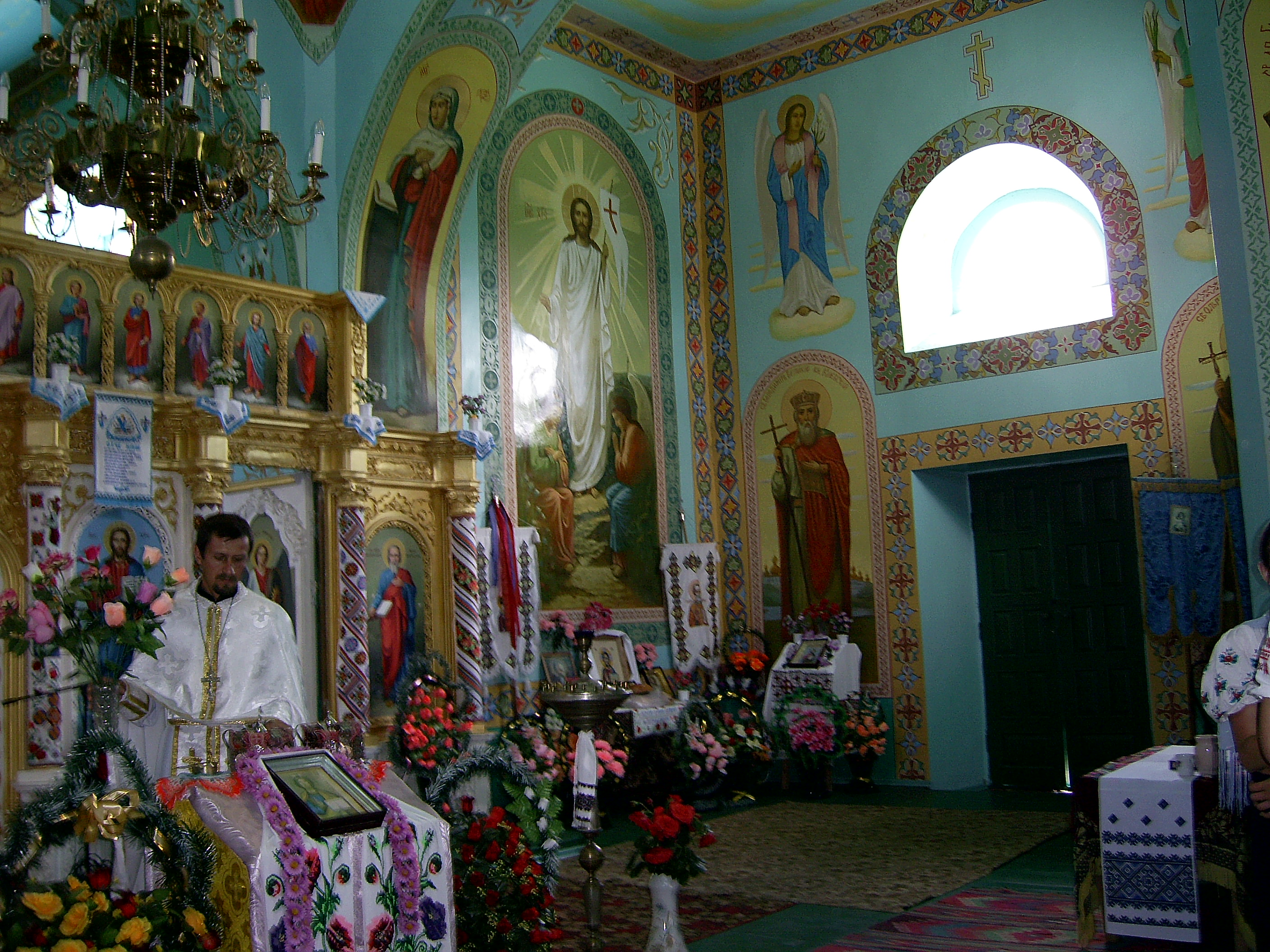